# Walker Duehr
Walker Duehr, född 23 november 1997, är en amerikansk professionell ishockeyforward som är kontrakterad till Calgary Flames i National Hockey League (NHL) och spelar för Stockton Heat i American Hockey League (AHL).
Han har tidigare spelat för Minnesota State Mavericks i National Collegiate Athletic Association (NCAA) och Sioux City Musketeers, Tri-City Storm, Chicago Steel och Bloomington Thunder i United States Hockey League i (USHL).
Duehr blev aldrig NHL-draftad.

## Statistik
| 2011–2012   | Russell Stover U14        |             | 5   | 2  | 0  | 2  | 2  | —  | — | — | — | — |
| 2012–2013   | Las Vegas Storm           | T1EHL       | 41  | 5  | 5  | 10 | 34 | —  | — | — | — | — |
| 2013–2014   | CYA U16                   | HPHL        | 22  | 7  | 10 | 17 | 35 | —  | — | — | — | — |
| 2014–2015   | Sioux City Musketeers     | USHL        | 49  | 2  | 5  | 7  | 47 | 5  | 0 | 0 | 0 | 0 |
| 2015–2016   | Tri-City Storm            | USHL        | 38  | 10 | 13 | 23 | 16 | 11 | 1 | 3 | 4 | 2 |
| 2016–2017   | Chicago Steel             | USHL        | 43  | 12 | 15 | 27 | 20 | —  | — | — | — | — |
|             | Bloomington Thunder       | USHL        | 15  | 3  | 4  | 7  | 4  | —  | — | — | — | — |
| 2017–2018   | Minnesota State Mavericks | NCAA        | 8   | 2  | 1  | 3  | 6  | —  | — | — | — | — |
| 2018–2019   | Minnesota State Mavericks | NCAA        | 34  | 10 | 6  | 16 | 24 | —  | — | — | — | — |
| 2019–2020   | Minnesota State Mavericks | NCAA        | 32  | 3  | 12 | 15 | 33 | —  | — | — | — | — |
| 2020–2021   | Minnesota State Mavericks | NCAA        | 28  | 10 | 7  | 17 | 26 | —  | — | — | — | — |
|             | Stockton Heat             | AHL         | 5   | 0  | 0  | 0  | 0  | —  | — | — | — | — |
| 2021–2022   | Calgary Flames            | NHL         | 1   | 0  | 0  | 0  | 0  | —  | — | — | — | — |
|             | Stockton Heat             | AHL         | 5   | 2  | 1  | 3  | 0  | —  | — | — | — | — |
| NHL totalt  | NHL totalt                | NHL totalt  | 1   | 0  | 0  | 0  | 0  | —  | — | — | — | — |
| AHL totalt  | AHL totalt                | AHL totalt  | 10  | 2  | 1  | 3  | 0  | —  | — | — | — | — |
| NCAA totalt | NCAA totalt               | NCAA totalt | 102 | 25 | 26 | 51 | 89 | —  | — | — | — | — |
| USHL totalt | USHL totalt               | USHL totalt | 145 | 27 | 37 | 64 | 87 | 16 | 1 | 3 | 4 | 2 |